# Fade to blue
『Fade to blue』（フェイド・トゥ・ブルー）は、日本のギタリストである高中正義が1992年7月4日にリリースした18枚目のオリジナルアルバムである。

## 解説
前作『NAIL THE POCKET』から約2年ぶりのオリジナルアルバム。
前作までのダンス・ミュージック路線を抑えて、以前のようなギター・インストゥルメンタルによるフュージョン色が濃い路線に回帰していった作品である。

## 批評
『CDジャーナル』は、「往年の高中サウンドをちょっぴりアダルトにしたような仕上がりで、あのメロディアスなクリーン・ギターがたっぷりと楽しめる。レゲエやラテンのリズムを軽くとり入れ、マイアミ&LA録音ならではの夏の風が心地よい。」と批評した。

## 収録曲
| #         | タイトル                | 作詞               | 作曲               | 編曲               | 時間  |
| --------- | ----------------------- | ------------------ | ------------------ | ------------------ | ----- |
| 1.        | 「Turquoise Summer」    |                    | 高中正義           | 高中正義, 井上鑑   | 4:36  |
| 2.        | 「Once In A Blue Moon」 |                    | 高中正義           | 高中正義, 津垣博通 | 5:29  |
| 3.        | 「Shades Of Morning」   |                    | 高中正義           | 高中正義, 津垣博通 | 5:58  |
| 4.        | 「My Love」             | Frankie Tusieseina | 高中正義           | 高中正義, 向谷実   | 4:32  |
| 5.        | 「Heaven」              |                    | 高中正義           | 高中正義, 井上鑑   | 6:24  |
| 6.        | 「Bahama Mama」         |                    | 高中正義           | 高中正義, 井上鑑   | 4:47  |
| 7.        | 「T. G. I. F.」         |                    | 高中正義           | 高中正義, 向谷実   | 4:42  |
| 8.        | 「Oh! Tengo Suerte」    |                    | 高中正義           | 高中正義, 向谷実   | 4:33  |
| 9.        | 「Talk To The Wind」    |                    | 高中正義           | 高中正義, 津垣博通 | 5:23  |
| 10.       | 「Besame Mucho」        |                    | Consuelo Velazquez | 高中正義, 向谷実   | 3:50  |
| 11.       | 「Ballade 2U」          |                    | 高中正義           | 高中正義, BAnaNa   | 4:07  |
| 合計時間: | 合計時間:               | 合計時間:          | 合計時間:          | 合計時間:          | 54:21 |

## 楽曲解説
1. Turquoise Summer
2. Once In A Blue Moon
  - TBS系『水曜ロードショー』エンディングテーマ。
3. Shades Of Morning
4. My Love
5. Heaven
6. Bahama Mama
7. T. G. I. F.
8. Oh! Tengo Suerte
  - 高中正義が1976年に発売されたアルバム『SEYCHELLES』に収録されている楽曲のセルフカバー。
9. Talk To The Wind
10. Besame Mucho
  - メキシコの作曲家でピアニストであるコンスエロ・ベラスケスが1940年に発表した楽曲のカバー。
11. Ballade 2U
  - 先行シングル。日産自動車『マキシマ』CMソング。

## 参加ミュージシャン
- Guitar：高中正義
- Guitar Technician：久保勝弘
- Synthesizer & Computer Programming：木本靖夫(OFFICE INTENZIO), 向谷実